# 沈建豪
沈建豪（1987年3月31日—），臺灣歌手，高雄人，畢業於高雄市私立樹德家事商業職業學校餐飲管理科。擁有中餐葷食及西點烘焙技術士證照。為八大電視《亞洲新人歌唱大賽》第二屆總決賽季軍，曾出版多張個人專輯。

## 專輯作品
- 2010年《無拼抹出名》
- 2013年《甜蜜的負擔》
- 2014年《親情》
- 2015年《天一劃》
- 2017年《註定》
- 2019年《天長地久》
- 2020年《鴛鴦杯》
- 2021年《夢中的記誌》
- 2022年《千行淚》
- 2025年《我是你的天》豪記唱片

## 經歷
- 2005年參加八大電視《亞洲新人歌唱大賽》第二屆季冠軍
- 2005年參加八大電視《亞洲新人歌唱大賽》第二屆總決賽季軍
- 2006年 參予孫建平&音樂廣場合輯
- 2006年 擔任孫建平&音樂廣場男女對唱歌曲”初戀夢”與林良歡深情對唱
- 2009年 參予音圓唱片徐紫淇 《將咱的名寫作伙》對唱男聲
- 2010年 音圓唱片發行個人專輯《無拼袂出名》
- 2011年 參予乾坤影視詹曼鈴《春風》專輯合唱歌曲”苦衷”對唱男聲
- 2013年 加盟乾坤影視發行個人專輯《甜蜜的負擔》
- 2025年 加盟豪記唱片發行個人專輯《我是你的天》

## 外部連結
- 沈建豪 Chien-Hao的Facebook專頁
- 沈建豪的Instagram帳戶